# Flagge Belizes
Die Flagge Belizes wurde am 21. September 1981 angenommen. An diesem Tag entließ Großbritannien seine Kolonie Britisch Honduras in die Unabhängigkeit. Im Zentrum der Flagge ist das Wappen Belizes dargestellt.
Die Flagge weist eine große Kontinuität zu einer 1950 für Britisch-Honduras entworfenen, inoffiziellen Flagge auf. Lediglich die zwei roten Streifen am oberen und unteren Rand wurden mit der Unabhängigkeit Belizes hinzugefügt.
Nachdem lange Zeit verschiedene Versionen der Flagge Verwendung fanden, wurde die Flagge 2019 standardisiert, dabei wurden unter anderem das Seitenverhältnis, die Größe des Wappens und die spezifischen Farbtöne festgelegt.
Es ist die einzige Nationalflagge der Welt, auf der Menschen abgebildet sind.

Kolonialflagge von 1919 bis 1981
Flagge von 1950 bis 1981
Flagge von 1981 bis 2019